# Esha Momemi
Esha Momeni (née en 1980 à Téhéran) est une universitaire irano-américaine. Elle a été arrêtée en octobre et novembre 2008, puis empêchée de quitter l'Iran. Elle est citoyenne iranienne et américaine. Elle était membre de la campagne Un million de signatures,,,.